# Wouter Mol
Wouter Mol (Nibbixwoud, 17 april 1982) is een Nederlands voormalig wielrenner. Zijn grootste succes was de eindoverwinning in de Ronde van Qatar in 2010. Op de slotdag kwam de leidende positie van de toenmalige Vacansoleil-renner niet meer in gevaar. Hij legde de basis voor de zege in de tweede rit, toen hij na een lange vlucht als tweede eindigde.
Na het stoppen van Vacansoleil-DCM eind 2013 moest Mol op zoek naar een nieuwe ploeg. Hij dacht deze te hebben gevonden door een contract te tekenen bij het Math Salden Team, maar al snel werd duidelijk dat het bestaan van die ploeg niet doorging. Toen dit bekend werd, besloot Mol zich aan te sluiten bij zijn amateurvereniging in Hoorn. Door het gat dat ontstond bij Veranclassic-Doltcini door het plotselinge vertrek van Martijn Keizer, kon Mol zich alsnog verzekeren van een plaats bij een continentaal team. Na één seizoen vertrok hij hier en tekende een contract bij Join-S|De Rijke. Eind 2016 beëindigde hij zijn profloopbaan.

## Overwinningen
2007
Grote Prijs 1 Mei
2008
GP Jef Scherens
2010
Eindklassement Ronde van Qatar
2016
5e etappe An Post Rás

## Resultaten in voornaamste wedstrijden
| Jaar | Ronde van Italië | Ronde van Frankrijk | Ronde van Spanje |
| ---- | ---------------- | ------------------- | ---------------- |
| 2009 |                  |                     |                  |
| 2010 |                  |                     |                  |
| 2011 |                  |                     |                  |
| 2012 |                  |                     | 151e             |
| 2013 |                  |                     |                  |

| Jaar | Gent-Wevelgem | Ronde van Vlaanderen | Parijs-Roubaix | Ronde van Lombardije | E3 Harelbeke | Dwars door Vlaanderen |
| ---- | ------------- | -------------------- | -------------- | -------------------- | ------------ | --------------------- |
| 2009 | 40e           |                      |                |                      |              |                       |
| 2010 |               | opgave               | opgave         |                      | 91e          | 7e                    |
| 2011 |               |                      | opgave         | opgave               |              |                       |
| 2012 |               | 80e                  |                |                      | 51e          |                       |
| 2013 |               |                      |                |                      | opgave       |                       |